# ۳۴۹ (پیش از میلاد)
۳۴۹ (پیش از میلاد) ۳۴۹مین سال قبل از تقویم میلادی است.